# Březina nad Jizerou (železniční zastávka)
Březina nad Jizerou je železniční zastávka, nacházející se v obci Březina v okrese Mladá Boleslav, za přejezdem se silnicí z Loukova. Leží na trati Praha–Turnov.

## Historie
Na místě zastávky původně stál strážní domek. V roce 1921 byl přestavěn a v něm zřízena zastávka. Původně zastávka nesla jméno Březina, v roce 1926 byla přejmenována na Březina nad Jizerou. V době německé okupace za druhé světové války nesla jméno Birkicht-Březina nad Jizerou.

## Popis
Má 130 metrů dlouhé, sypané nástupiště. Osvětluje ji 5 lamp ovládaných stmívacím čidlem.
Nachází se asi 300 metrů od návsi obce.